# Сприц
Сприц или Сприцер (Spritz или Spritzer) е венециански алкохолeн аперитивeн лонг дринк, приготвен с вино Просеко, горчив битер (обикновено Кампари, Аперол или Селект) и Зелц. От 2011 г. е коктейл, официално признат от Международната асоциация на барманите (IBA).

## История
Произходът на Сприц може да бъде проследен до началото на 19 век, с обичая на войските на Австрийската империя, разположени в Кралство Ломбардия-Венето, да разреждат венециански вина с газирана вода, за да компенсират това, което те възприема се като високо алкохолно съдържание.
Оттук и произходът на името, за което се смята, че произлиза от немския глагол spritzen, което означава „пръскам“, тоест да правя жеста на разреждане на виното с газирана вода. Така се ражда първата версия на Сприц. Този обичай, който бързо се разпространява сред местното население и остава почти непроменен не само в Австрия, но и в Трентино-Алто Адидже/Южен Тирол, продължава да се повтаря във Фриули - Венеция Джулия, където класическият сприц все още е този, съставен от бяло вино и газирана вода, но и сред възрастните хора на други места в Северна Италия. Последващата еволюция на Сприц-а настъпва с разпространението на сифона за вода Зелц, много по-газирана от класическата.
В следвоенния период в Италия се разпространява обичаят на аперитива. Вероятно в този период, между 20-те и 30-те години на 20 век между Венеция и Падуа, сместа на Сприц започва да се „оцветява" с Битер. Всъщност в този период, благодарение на работата на братята Пила, във Венеция се ражда битерът Селект и традицията той да се консумира разреден със сода или със Зелц. Междувременно падуанските братя Барбиери създават Аперол – друг битер.
През 50-те г. на 20 век, между новия венециански навик да се прави аперитив, новите битери и икономическия бум, Сприц-ът, както е известен днес, скоро става популярен, първо във Венеция и Падуа, а от 70-те години в целия Венето, след това Северна Италия и накрая национално, докато не се превръща в коктейл, консумиран в световен мащаб.
От 2011 г. е официализиран от Международната асоциация на барманите (IBA) първо с името „Венециански сприц“, а след това просто като „Сприц“. За националната му известност допринася и компанията производител на аперитива Аперол, която в началото на 2008 г. стартира мащабна рекламна кампания и по този начин насърчава разпространението му из целия Италиански полуостров.

## Приготовяне
Сприцът се прави с пенливо бяло вино (обикновено Просеко), Битер като Аперол, Кампари или Селект (което придава на коктейла червен/оранжев цвят) и пръска газирана вода или Зелц. Други използвани ликьори могат да бъдат Чинар или Кина Мартини.
- 7,5 cl Просеко
- 5 cl Селект
- 2,5 cl сода/Зелц
- зелена маслина.

Венецианската рецепта включва:
- 1/3 пенливо бяло вино
- 1/3 Битер
- 1/3 газирана вода
- резен портокал или лимон в зависимост от битер-а.

Официалната IBA рецепта включва:
- 9 cl Просеко
- 6 cl Аперол
- на вкус сода/Зелц.

Сприцът се налива в олдфешън чаша, съдържаща лед, в ред: Просеко, Аперол и накрая сода, след което се украсява с половин резен портокал. От 2015 г. задният етикет на бутилката Аперол показва чашата за вино с тяло, идеално за приготвяне на Аперол Сприц.

## Варианти
Има различни вариации на Сприц, повече или по-малко разпространени в Италия:
- Сприц Селект, считан за оригинален.[8] Рецептата включва Селект, Просеко, сода или Зелц и маслина, въпреки че венецианската традиция заменя Просеко-то с тихо бяло вино.
- Аперол Сприц: най-разпространената и официална IBA рецепта.
- Сприц Кампари: IBA рецепта с Аперол, заменен с Кампари. Този вариант, понякога с добавка на портокалов сок, се нарича още „велосипед“ (на итал. bicicletta).[17]
- Сприц Чинар: IBA рецепта с Аперол, заменен с Чинар – битер на базата на листа от артишок. Леко горчив с ботанически нотки, широко разпространен особено във Венето.
- Бял сприц[18], приготвен само с Просеко и газирана вода/сода/Зелц, без добавка на Битер
- Триестки сприц, много подобен на австро-унгарския оригинал, просто съставен от бяло вино и Зелц (или газирана вода).

Изборът на вино също е характерен за Сприц: в различните райони на Тривенето и околните райони оригиналната рецепта също се идентифицира въз основа на виното. В Тревизо е Просеко, в Падуа пенливо бяло вино, във Венеция тихо бяло вино, в Удине е Токай Фриулано.
Пирло – брешански аперитив, вероятно се развива успоредно със Сприц.